# Giro d’Italia 2025/10. Etappe
Die 10. Etappe des Giro d’Italia 2025 fand am 20. Mai 2025 statt. Sie bildete das zweiten Einzelzeitfahrens der 108. Austragung des italienischen Etappenrennens. Die Strecke führte von Lucca über 28,6 Kilometer nach Pisa. Nach der Etappe hatten die Fahrer insgesamt 1475,3 Kilometer zurückgelegt, was 42,85 % der Gesamtdistanz entspricht. Die Organisatoren der Rundfahrt bewerteten die Schwierigkeit der Etappe mit vier von fünf Sternen.
Der Etappensieg ging an den Niederländer Daan Hoole (Lidl-Trek), der sich mit einem Vorsprung von sieben Sekunden vor Joshua Tarling (Ineos Grenadiers) und zehn Sekunden vor Ethan Hayter (Soudal Quick-Step) durchsetzte. Isaac Del Toro (UAE Team Emirates-XRG) verteidigte das Rosa Trikot.

## Streckenverlauf
Der Start erfolgte in Lucca auf dem Piazza Napoleone, ehe es auf der Via delle Mura Urbane im Uhrzeigersinn einmal um die Altstadt ging. Über die Porta Elisa verließen die Fahrer nach 3,5 Kilometern das Zentrum und gelangten über Mugnano in Richtung Süden. Nach der Querung des Nottolini Aquädukts wurde in Pontetetto bei Kilometer 8,3 die erste Zwischenzeit genommen. Kurz drauf ging es auf die Via Nuova per Pisa, die leicht ansteigend ins südliche Santa Maria del Giudice führte. Der höchste Punkt wurde im 950 Meter langen Tunnel Foro di San Giuliano erreicht, ehe es auf einer kurvigen Abfahrt nach San Giuliano Terme ging. Die letzten zehn Kilometer führten im Anschluss flach nach Pisa. Bei Kilometer 20,5 wurde dabei in Asciano Pisano die zweite Zwischenzeit genommen. Der Zielort Pisa wurde über die Via dei Condotti erreicht, ehe der Arno im Finale zweimal überquert wurde. Der Zielstrich befand sich vor dem Dom zu Pisa.
|                 | Ort            | Kilometer |
| --------------- | -------------- | --------- |
| Start           | Lucca          | 0         |
| 1. Zwischenzeit | Pontetetto     | 8,3       |
| 2. Zwischenzeit | Asciano Pisano | 20,5      |
| Ziel            | Pisa           | 28,6      |

## Rennverlauf
Das Einzelzeitfahren der 11. Etappe wurde bei wechselhaften Bedingungen ausgetragen. Den Etappensieg sicherte sich der Niederländer Daan Hoole (Lidl-Trek), der sich mit einem Vorsprung von sieben Sekunden vor Joshua Tarling (Ineos Grenadiers) durchsetzte. Platz drei ging mit einem Rückstand von zehn Sekunden an Ethan Hayter (Soudal Quick-Step). Von den Gesamtklassement-Fahrern absolvierten Derek Gee (Israel-Premier Tech) und Max Poole (Picnic PostNL) die 28,6 Kilometer in der schnellsten Zeit. Die beiden verloren eine Minute bzw. eine Minute und vier Sekunden gegenüber dem Tagessieger, wobei beide auch nach dem Zeitfahren nicht in den Top 10 der Gesamtwertung positioniert waren. Primož Roglič (Red Bull-Bora-hansgrohe), der bei der Streckenbesichtigung zu Sturz gekommen war, wies als 17. einen Rückstand von einer Minute und 15 Sekunden auf. Juan Ayuso (UAE Team Emirates-XRG) verlor somit 19 Sekunden auf den Slowenen, wobei sein Rückstand auf Daan Hoole eine Minute und 34 Sekunden betrug. Ebenfalls unterhalb der 2-Minuten-Marke blieben Simon Yates (Visma-Lease a Bike) und Antonio Tiberi (Bahrain Victorious).
Der Gesamtführende Isaac Del Toro (UAE Team Emirates-XRG) belegte den 36. Etappenrang und wies im Ziel einen Rückstand von zwei Minuten und 22 Sekunden auf. Somit verlor er rund eine Minute gegenüber Primož Roglič und Juan Ayuso, verteidigte jedoch seine Führung in der Gesamtwertung. Brandon McNulty und Adam Yates (beide UAE Team Emirates-XRG) wiesen ebenfalls Rückstände von rund zweieinhalb Minuten auf. Zu den Verlierern des Tages zählten Giulio Ciccone (Lidl-Trek), Richard Carapaz (EF Education-EasyPost) und Egan Bernal (Ineos Grenadiers), wobei letzterer auf den nassen Straßen zu Sturz kam. Das Trio blieb nur knapp unterhalb der 3-Minuten-Marke.
In der Gesamtwertung lag Isaac Del Toro nun 25 Sekunden vor Juan Ayuso und eine Minute und eine Sekunde vor Antonio Tiberi. Dahinter folgten nun Simon Yates und Primož Roglič mit etwas mehr als einer Minute Rückstand. Brandon McNulty, Adam Yates, Giulio Ciccone und Richard Carapaz lagen bereits mehr als zwei Minuten zurück, wobei die vier Fahrer nur durch zehn Sekunden getrennt waren. Thymen Arensman (Ineos Grenadiers) rückte mit einem Rückstand von zwei Minuten und 27 in die Top 10 vor und verdrängte somit seinen Teamkollegen Egan Bernal, der als Elfter zwei Minuten und 33 Sekunden zurücklag. Mit seiner Gesamtführung blieb der erst 21-jährige Isaac Del Toro auch an der Spitze der Nachwuchswertung. Weiters kam es auch in der Punkte- und Bergwertung zu keinen nennenswerten Veränderungen, da Mads Pedersen (Lidl-Trek) und Lorenzo Fortunato (XDS Astana) weiterhin mit großen Vorsprüngen voranlagen. In der Mannschaftswertung blieb das UAE Team Emirates-XRG weiterhin an der ersten Position.

## Ergebnis
| \| Etappenergebnis \| Etappenergebnis \| Etappenergebnis \| Etappenergebnis \| Etappenergebnis \| \| Fahrer \| Fahrer \| Land \| Team \| Zeit \| \| --------------- \| --------------------- \| ---------------------- \| -------------------------- \| --------------- \| \| 1. \| Daan Hoole \| Niederlande \| Lidl-Trek \| 32 min 30 s \| \| 2. \| Joshua Tarling \| Vereinigtes Königreich \| Ineos Grenadiers \| + 7 s \| \| 3. \| Ethan Hayter \| Vereinigtes Königreich \| Soudal Quick-Step \| + 10 s \| \| 4. \| Mattia Cattaneo \| Italien \| Soudal Quick-Step \| + 23 s \| \| 5. \| Edoardo Affini \| Italien \| Team Visma \\| Lease a Bike \| + 24 s \| \| 6. \| Jay Vine \| Australien \| UAE Team Emirates XRG \| + 37 s \| \| 7. \| Lucas Plapp \| Australien \| Team Jayco AlUla \| + 44 s \| \| 8. \| Marco Frigo \| Italien \| Israel-Premier Tech \| + 47 s \| \| 9. \| Michael Hepburn \| Australien \| Team Jayco AlUla \| + 50 s \| \| 10. \| Xabier Mikel Azparren \| Spanien \| Q36.5 Pro Cycling Team \| + 54 s \| |                       |                        |                            |             |
| |                       |                        |                            |             |
| Quelle: ProCyclingStats |                       |                        |                            |             |
| Etappenergebnis |                       |                        |                            |             |
| Fahrer | Fahrer                | Land                   | Team                       | Zeit        |
| 1. | Daan Hoole            | Niederlande            | Lidl-Trek                  | 32 min 30 s |
| 2. | Joshua Tarling        | Vereinigtes Königreich | Ineos Grenadiers           | + 7 s       |
| 3. | Ethan Hayter          | Vereinigtes Königreich | Soudal Quick-Step          | + 10 s      |
| 4. | Mattia Cattaneo       | Italien                | Soudal Quick-Step          | + 23 s      |
| 5. | Edoardo Affini        | Italien                | Team Visma \| Lease a Bike | + 24 s      |
| 6. | Jay Vine              | Australien             | UAE Team Emirates XRG      | + 37 s      |
| 7. | Lucas Plapp           | Australien             | Team Jayco AlUla           | + 44 s      |
| 8. | Marco Frigo           | Italien                | Israel-Premier Tech        | + 47 s      |
| 9. | Michael Hepburn       | Australien             | Team Jayco AlUla           | + 50 s      |
| 10. | Xabier Mikel Azparren | Spanien                | Q36.5 Pro Cycling Team     | + 54 s      |

## Gesamtstände
| \| Gesamtwertung \| Gesamtwertung \| Gesamtwertung \| Gesamtwertung \| Gesamtwertung \| \| Fahrer \| Fahrer \| Land \| Team \| Zeit \| \| ------------- \| --------------- \| ---------------------- \| -------------------------- \| ---------------- \| \| 1. \| Isaac Del Toro \| Mexiko \| UAE Team Emirates XRG \| 34 h 11 min 37 s \| \| 2. \| Juan Ayuso \| Spanien \| UAE Team Emirates XRG \| + 25 s \| \| 3. \| Antonio Tiberi \| Italien \| Bahrain Victorious \| + 1 min 01 s \| \| 4. \| Simon Yates \| Vereinigtes Königreich \| Team Visma \\| Lease a Bike \| + 1 min 03 s \| \| 5. \| Primož Roglič \| Slowenien \| Red Bull-Bora-Hansgrohe \| + 1 min 18 s \| \| 6. \| Brandon McNulty \| Vereinigte Staaten \| UAE Team Emirates XRG \| + 2 min 00 s \| \| 7. \| Adam Yates \| Vereinigtes Königreich \| UAE Team Emirates XRG \| + 2 min 06 s \| \| 8. \| Giulio Ciccone \| Italien \| Lidl-Trek \| + 2 min 08 s \| \| 9. \| Richard Carapaz \| Ecuador \| EF Education-EasyPost \| + 2 min 10 s \| \| 10. \| Thymen Arensman \| Niederlande \| Ineos Grenadiers \| + 2 min 27 s \| |                 |                        |                            |                  |
| |                 |                        |                            |                  |
| Quelle: ProCyclingStats |                 |                        |                            |                  |
| Gesamtwertung |                 |                        |                            |                  |
| Fahrer | Fahrer          | Land                   | Team                       | Zeit             |
| 1. | Isaac Del Toro  | Mexiko                 | UAE Team Emirates XRG      | 34 h 11 min 37 s |
| 2. | Juan Ayuso      | Spanien                | UAE Team Emirates XRG      | + 25 s           |
| 3. | Antonio Tiberi  | Italien                | Bahrain Victorious         | + 1 min 01 s     |
| 4. | Simon Yates     | Vereinigtes Königreich | Team Visma \| Lease a Bike | + 1 min 03 s     |
| 5. | Primož Roglič   | Slowenien              | Red Bull-Bora-Hansgrohe    | + 1 min 18 s     |
| 6. | Brandon McNulty | Vereinigte Staaten     | UAE Team Emirates XRG      | + 2 min 00 s     |
| 7. | Adam Yates      | Vereinigtes Königreich | UAE Team Emirates XRG      | + 2 min 06 s     |
| 8. | Giulio Ciccone  | Italien                | Lidl-Trek                  | + 2 min 08 s     |
| 9. | Richard Carapaz | Ecuador                | EF Education-EasyPost      | + 2 min 10 s     |
| 10. | Thymen Arensman | Niederlande            | Ineos Grenadiers           | + 2 min 27 s     |

| Punktewertung | Punktewertung      | Punktewertung          | Punktewertung              | Punktewertung |
| Fahrer        | Fahrer             | Land                   | Team                       | Punkte        |
| ------------- | ------------------ | ---------------------- | -------------------------- | ------------- |
| 1.            | Mads Pedersen      | Dänemark               | Lidl-Trek                  | 153 P.        |
| 2.            | Alessandro Tonelli | Italien                | Team Polti VisitMalta      | 59 P.         |
| 3.            | Olav Kooij         | Niederlande            | Team Visma \| Lease a Bike | 55 P.         |
| 4.            | Casper van Uden    | Niederlande            | Team Picnic-PostNL         | 50 P.         |
| 5.            | Wout van Aert      | Belgien                | Team Visma \| Lease a Bike | 43 P.         |
| 6.            | Orluis Aular       | Venezuela              | Movistar Team              | 42 P.         |
| 7.            | Edoardo Zambanini  | Italien                | Bahrain Victorious         | 41 P.         |
| 8.            | Isaac Del Toro     | Mexiko                 | UAE Team Emirates XRG      | 36 P.         |
| 9.            | Taco van der Hoorn | Niederlande            | Intermarché-Wanty          | 34 P.         |
| 10.           | Thomas Pidcock     | Vereinigtes Königreich | Q36.5 Pro Cycling Team     | 31 P.         |

| Bergwertung | Bergwertung        | Bergwertung            | Bergwertung                   | Bergwertung |
| Fahrer      | Fahrer             | Land                   | Team                          | Punkte      |
| ----------- | ------------------ | ---------------------- | ----------------------------- | ----------- |
| 1.          | Lorenzo Fortunato  | Italien                | XDS Astana Team               | 98 P.       |
| 2.          | Juan Ayuso         | Spanien                | UAE Team Emirates XRG         | 50 P.       |
| 3.          | Paul Double        | Vereinigtes Königreich | Team Jayco AlUla              | 36 P.       |
| 4.          | Manuele Tarozzi    | Italien                | VF Group-Bardiani CSF-Faizanè | 32 P.       |
| 5.          | Isaac Del Toro     | Mexiko                 | UAE Team Emirates XRG         | 25 P.       |
| 6.          | Sylvain Moniquet   | Belgien                | Cofidis                       | 22 P.       |
| 7.          | Egan Bernal        | Kolumbien              | Ineos Grenadiers              | 19 P.       |
| 8.          | Romain Bardet      | Frankreich             | Team Picnic-PostNL            | 18 P.       |
| 9.          | Taco van der Hoorn | Niederlande            | Intermarché-Wanty             | 18 P.       |
| 10.         | Diego Ulissi       | Italien                | XDS Astana Team               | 17 P.       |

| Nachwuchswertung | Nachwuchswertung        | Nachwuchswertung       | Nachwuchswertung        | Nachwuchswertung |
| Fahrer           | Fahrer                  | Land                   | Team                    | Zeit             |
| ---------------- | ----------------------- | ---------------------- | ----------------------- | ---------------- |
| 1.               | Isaac Del Toro          | Mexiko                 | UAE Team Emirates XRG   | 34 h 11 min 37 s |
| 2.               | Juan Ayuso              | Spanien                | UAE Team Emirates XRG   | + 25 s           |
| 3.               | Antonio Tiberi          | Italien                | Bahrain Victorious      | + 1 min 01 s     |
| 4.               | Mathias Vacek           | Tschechien             | Lidl-Trek               | + 3 min 43 s     |
| 5.               | Giulio Pellizzari       | Italien                | Red Bull-Bora-Hansgrohe | + 3 min 43 s     |
| 6.               | Davide Piganzoli        | Italien                | Team Polti VisitMalta   | + 3 min 53 s     |
| 7.               | Max Poole               | Vereinigtes Königreich | Team Picnic-PostNL      | + 4 min 17 s     |
| 8.               | Martin Tjøtta           | Norwegen               | Arkéa-B&B Hotels        | + 10 min 39 s    |
| 9.               | Embret Svestad-Bårdseng | Norwegen               | Arkéa-B&B Hotels        | + 10 min 47 s    |
| 10.              | Edoardo Zambanini       | Italien                | Bahrain Victorious      | + 14 min 28 s    |

| Mannschaftswertung | Mannschaftswertung         | Mannschaftswertung           | Mannschaftswertung |
| Team               | Team                       | Land                         | Zeit               |
| ------------------ | -------------------------- | ---------------------------- | ------------------ |
| 1.                 | UAE Team Emirates XRG      | Vereinigte Arabische Emirate | 102 h 30 min 35 s  |
| 2.                 | Team Visma \| Lease a Bike | Niederlande                  | + 12 min 54 s      |
| 3.                 | Lidl-Trek                  | Vereinigte Staaten           | + 13 min 56 s      |
| 4.                 | Ineos Grenadiers           | Vereinigtes Königreich       | + 16 min 59 s      |
| 5.                 | Bahrain-Victorious         | Bahrain                      | + 20 min 25 s      |
| 6.                 | XDS Astana Team            | Kasachstan                   | + 21 min 17 s      |
| 7.                 | Team Jayco AlUla           | Australien                   | + 21 min 30 s      |
| 8.                 | Red Bull-BORA-hansgrohe    | Deutschland                  | + 22 min 45 s      |
| 9.                 | Movistar Team              | Spanien                      | + 30 min 32 s      |
| 10.                | EF Education-EasyPost      | Vereinigte Staaten           | + 30 min 44 s      |